# Mamoru Miyano
Mamoru Miyano (宮野真守?, Miyano Mamoru; Saitama, 8 giugno 1983) è un doppiatore, attore e cantante giapponese.
È noto per aver doppiato Light Yagami in Death Note, Death the Kid in Soul Eater, Shinmon Benimaru in Fire Force, Ling Yao in Fullmetal Alchemist: Brotherhood, Rintarō Okabe in Steins;Gate, Dazai Osamu in Bungō Stray Dogs e Chrollo Lucifer in Hunter x Hunter.
Ai Seiyū Award del 2007 ha ricevuto due candidature per Death Note e nel 2008 ha vinto il premio come "Miglior seiyū protagonista" al Tokyo Anime Fair per i ruoli in Mobile Suit Gundam 00 e Kōtetsu sangokushi. Nel 2007 ha inoltre iniziato una carriera da cantante solista; con l'etichetta King Records, ha pubblicato a maggio il suo primo singolo, Kuon (久遠?) e, nel marzo del 2009, il suo primo album, BREAK.

## Carriera

### Seiyū
Ha iniziato la sua carriera da seiyū nel 2002 dando la voce a Riku, personaggio del videogioco per PlayStation 2 Kingdom Hearts che ha interpretato anche nei successivi capitoli della serie. Ha prestato la voce anche a Kiba, protagonista di Wolf's Rain.
Nel 2006 interpreta Light Yagami in Death Note e ciò gli vale la candidatura ai Seiyū Award del 2007 sia come "Miglior seiyū protagonista" sia come "Miglior seiyū esordiente". Sempre nel 2007 dà la voce a Setsuna F. Seiei, il protagonista di Mobile Suit Gundam 00 e per questo ruolo e per quello di Light Yagami vince il premio come "Miglior seiyū" al Tokyo Anime Fair del 2008 e, sempre nello stesso anno, il Seiyū Award per il "Miglior seiyū protagonista", nei ruoli di Setsuna F. Seiei e Hakugen Rikuson in Kōtetsu sangokushi.
Ha prestato la sua voce anche a Zero Kiryu nella serie Vampire Knight e Vampire Knight Guilty, a Death The Kid nell'adattamento anime di Soul Eater, a Tamaki Souh nell'anime di Host Club - Amore in affitto, a Okabe Rintarō in Steins;Gate, a Ling Yao in Fullmetal Alchemist Brotherhood, a Oda Bobunaga in Nobunaga the Fool, a Rin Matsuoka nell'anime Free! Iwatobi Swim Club, Free! Eternal Summer e nel film Free! Starting Days.
Sua è la voce del protagonista di Ajin - Demi Human, Kei Nagai, e di Osamu Dazai, in Bungo Stray Dogs.

### Attore
Miyano ha inoltre ricoperto ruoli da attore: ha fatto il suo debutto nel film del 1992 Tokusō Exceedraft interpretando un bambino che appare in un flashback di un membro della Yakuza. Nel 2003 ha preso parte al musical de Il principe del tennis nel ruolo di Tetsu Ishida e nel live action del 2006 tratto dalla medesima serie ha interpretato Renji Yanagi.

### Cantante
Il 28 maggio 2007, con l'etichetta King Records, pubblicò il singolo Kuon (久遠? eternità), che si piazzò al 47º posto sulla classifica di Oricon e fu usato come sigla di chiusura dell'anime Kōtetsu sangokushi. Il 13 giugno 2007, insieme con la seiyū Romi Paku, pubblicò il singolo Fight che raggiunse il 73º posto sulla classifica di Oricon. Il 4 giugno 2008 venne pubblicato il suo secondo singolo, Discovery, che raggiunge il 24º posto e viene usato come sigla del videogioco Fushigi yûgi: Suzaku ibun. Il 3 dicembre dello stesso anno esce il suo terzo singolo, Kimi e (…君へ? "...a te"), che raggiunge il 18º posto sulla classifica di Oricon. L'11 marzo 2009 vede la luce il suo primo album, Break, che si classifica al 20º posto e, esattamente un mese dopo, inizia il suo primo tour dal vivo, Breaking.
Nel 2010 è uscito il suo secondo album, Wonder. L'album ha raggiunto la posizione numero 20 nella classifica Oricon Weekly Albums.
Nall'aprile 2012, viene pubblicato il suo terzo album, Fantasista. L'album ha raggiunto la quarta posizione numero 4 nella classifica Oricon Weekly Albums.
Il 18 settembre 2013 esce il suo quarto album, Passage, mentre il 16 settembre 2015 vede la luce il suo quinto album, Frontier, da cui vengono estratti tre singoli: New Order, Break It e Shine.
Ha inoltre inciso e pubblicato diverse canzoni di personaggi di anime da lui interpretati. Fra le più recenti, troviamo How Close You Are, opening dell'anime Ajin: Demi-Human, di cui doppia il protagonista, Kei.

## Doppiaggio

### Anime
2002
- Shin megami tensei: Devil children (Akira)

2003
- Wolf's Rain (Kiba)

2004
- Alice Academy (Nodacchi)
- Hit o Nerae! (Naoto Oizumi)
- KURAU Phantom Memory (Ted)
- LOVE♥LOVE? (Naoto Oizumi)
- Yu-Gi-Oh! GX (Abidos)
- Zipang (Katsutoshi Hayashibara)

2005
- Eureka Seven (Moondoggie)
- Eyeshield 21 (Haruto Sakuraba)
- Jinki Extend (Kouse)
- Sōkyū no Fafner: RIGHT OF LEFT (Ryō Masaoka)
- Suzuka (Kazuki Tsuda)

2006
- Bakkyū Hit! Crash B-Daman (Joe Fukairi)
- Bem il mostro umano (Asura)
- Death Note (Light Yagami)
- Host Club - Amore in affitto (Tamaki Suou)
- Tokimeki Memorial Only Love (Riku Aoba)

2007
- Buzzer Beater (Yoshimune)
- D.Gray-man (Chaoji Han)
- Dragonaut -The Resonance- (Ashim Jamal)
- El cazador (L.A.)
- Kōtetsu sangokushi (Hakugen Rikuson)
- Mobile Suit Gundam 00 (Setsuna F. Seiei)
- Ōkiku Furikabutte (Riō Nakazawa)

2008
- Hakushaku to yōsei (Ulysses)
- Kurozuka (Kuro)
- Kyō kara maō (Delchias von Wincott)
- Mobile Suit Gundam 00 (Setsuna F. Seiei)
- Rental Magica (Fin Kruda)
- Seiyō kottō yōgashiten (Eiji Kanda)
- Skip Beat! (Shō Fuwa)
- Soul Eater (Death the Kid)
- Vampire Knight (Zero Kiryuu e Ichiru Kiryuu)
- World Destruction ~Sekai bokumetsu no rokunin~ (Kyrie Illunis)

2009
- Fullmetal Alchemist: Brotherhood (Ling Yao)
- Inazuma Eleven (Shirō Fubuki)
- Jewelpet (Keigo Tatewaki)
- Kin'iro no corda 〜secondo passo〜 (Aoi Kaji)
- Sōten kōro (Cáo Cāo)

2010
- Durarara!! (Masaomi Kida)
- Uragiri wa Boku no Namae wo Shitteiru (Shuusei Usui)
- Highshool of the dead (Hisashi Igo)
- Star Driver (Takuto Tsunashi)

2011
- Steins;Gate (Rintarō Okabe)
- Uta no ☆ Prince-Sama Maji 1000% Love (Ichinose Tokiya)
- Chihayafuru (Taichi Mashima)
- Hunter × Hunter (serie 2011) (Chrollo Lucifer)
- Kimi ni todoke (Kento Miura)

2012
- K (Saruhiko Fushimi)
- Inu x Boku SS (Natsume Zange)

2013
- Karneval (Yogi)
- Chihayafuru2 (Taichi Mashima)
- Free! (Rin Matsuoka)
- Uta no Prince-sama (Ichinose Tokiya)

2014
- Free! Eternal Summer (Rin Matsuoka)
- Kuroshitsuji/Black Butler - Book of Circus (Joker)
- Mekaku City Actors (Konoha/Haruka Kokonose)
- Nobunaga the Fool (Nobunaga Oda)
- Tokyo Ghoul (Tsukiyama Shuu)
- The Seven Deadly Sins - Nanatsu no taizai (Gilthunder)
- Soul Eater Not (Death The Kid)
- Wooser no sono higurashi (Wooser)
- Magic Kaito 1412 (Saguru Hakuba)
- Gekkan shōjo Nozaki-kun (Suzuki Saburo)
- K: Missing Kings (Saruhiko Fushimi)
- Cardfight!! Vanguard (Kouji Ibuki)
- Nobunaga Concerto (Saburo)
- New Prince of Tennis OVA Vs. Genius 10 (Ryoga Echizen)

2015
- Death Parade (Harada)
- Durarara!! x2 (Masaomi Kida)
- Gatchaman Crowds Insight (Berg Katze)
- Mysterious Joker (Mister Kaneari)
- Dog Days (Cinque Izumi)
- Tokyo Ghoul (Shuu Tsukiyama)
- K: Return of Kings (Saruhiko Fushimi)
- Show by Rock!! (Shuu Zo)
- Blood Blockade Battlefront (Doug Hammer)
- Assassination Classroom (Gakushuu Asano)
- Ushio e Tora (Giryou)
- Overlord (Pandora's Actor)
- Uta no Prince-Sama Maji Love Resolutions Season 3 (Tokiya Ichinose)
- One-Punch Man (Dolcetto Mask)
- Sailor Moon Crystal (Prince Demand)
- Wooser no sono higurashi (Wooser, Ultraman Zero ep.1)
- Young Black Jack (Maruo Hyakki)

2016
- Prince of Stride: Alternative (Reiji Suwa)
- Ajin - Demi Human (Kei Nagai)
- Bungo Stray Dogs (Osamu Dazai)
- Kabaneri of the Iron Fortress (Biba Amatori)
- Assassination Classroom (Gakushuu Asano)
- Days (Kiichi Oshiba)
- Scared Rider Xechs (Takuto Kirisawa)
- Uta no Prince-sama Maji LOVE Legend Star Season 4 (Tokiya Ichinose)
- Show by Rock!!# (Shuu Zo)
- Show by Rock!! Short!! (Shuu Zo)
- Yowamushi Pedal: The Movie (Yoshimoto Shin)
- Yowamushi Pedal: Grande Road (Yoshimoto Shin)
- Yuri!!! on Ice (Jean-Jacques Leroy)
- Brotherhood: Final Fantasy XV (Ignis Stupeo Scientia)
- ACCA: 13-ku kansatsu-ka (Schwann)

2018
- Tada-kun wa koi o shinai (Kaoru Ijuuin)
- Persona 5: The Animation (Ryuuji Sakamoto)

2019
- Fire Force (Shinmon Benimaru)

2020
- Haikyuu To The Top (Miya Atsumu)

2022
- Demon Slayer - Kimetsu no yaiba (Douma)
- Lamù e i casinisti planetari - Urusei Yatsura (Shutaro Mendo)

2023
- Oshi no ko - My Star (Hikaru Kamiki)
- Undead Murder Farce (Arsene Lupin)

2024
- Kinnikuman: Perfect Origin Arc (Suguru Kinniku)
- Ranma ½ (serie 2024) (Mikado Sanzenin)

2025
- Lazarus (Axel)
- To Be Hero X (X)[14]

### Film anime
- Stranger mukōhadan (Jyuurouta Inui)
- K: Missing Kings (Fushimi Saruhiko)
- Tales of Vesperia 〜The First Strike〜 (Flynn Scifo)
- Eiga HUGtto! Pretty Cure Futari wa Pretty Cure - All Stars Memories (Miden)
- Bright: Samurai Soul (Rōshu)
- Dragon Ball Super - Super Hero (Gamma 2)
- Bubble (Shin)

### OAV
- Tsubasa TOKYO REVELATIONS (2008, Kamui)
- Wolf's Rain (2004, Kiba)

### ONA
- Mobile Suit Gundam SEED C.E.73: STARGAZER (2006, Shams Cōza)
- Pluto (2023, Epsilon)

### Videogiochi
- Elsword (Raven)
- ASH: Archaic Sealed Heat (Jeekawen)
- Bakumatsurenkashin sengumi (Sakihiko)
- Baroque (Archangel)
- Castlevania Judgment (Alucard)
- Catherine: Full Body (Ryuji Sakamoto)
- Disgaea 5: Alliance of Vengeance (Killia)
- Disgaea RPG (Killia)
- Disgaea 6: Defiance of Destiny (Killia)
- Disgaea 7: Vows of the Virtueless (Killia)
- Dissidia Final Fantasy: Opera Omnia (Ignis Scientia)
- Dragon Quest Rivals (Kiefer)
- Dragon Shadow Spell (Kaito)
- Dynasty Warriors: Gundam 3 (Setsuna F. Seiei)
- Eureka Seven NEW VISION (Moondoggie)
- Final Fantasy XV (Ignis Scientia)
- Fushigi yûgi: Suzaku ibun (Yado Oni)
- Granblue Fantasy (Ryuji Sakamoto, Chrollo Lucifer)
- Granblue Fantasy: Versus Rising (Kotaro Tatsumi)
- Hanayori Dango (Rui Hanazawa)
- Host Club - Amore in affitto (Tamaki Suou)
- Hunter × Hunter: Nen × Impact (Chrollo Lucifer)
- Jump Force (Light Yagami)
- Karaoke JOYSOUND Wii (San)
- Kingdom Hearts (Riku)
- Kingdom Hearts: Chain of Memories (Riku, Replica di Riku)
- Kingdom Hearts II (Riku)
- Kingdom Hearts Re:Chain of Memories (Riku, Replica di Riku)
- Kingdom Hearts 358/2 Days (Riku)
- Kingdom Hearts Birth by Sleep (Riku, Maestro Xehanort (giovane))
- Kingdom Hearts Re:Coded (Data-Riku)
- Kingdom Hearts 3D: Dream Drop Distance (Riku)
- Kingdom Hearts HD 1.5 Remix (Riku)
- Kingdom Hearts HD 2.5 Remix (Riku, Data-Riku)
- Kingdom Hearts HD 2.8 Final Chapter Prologue (Riku)
- Kingdom Hearts III (Riku, Replica di Riku)
- Kingdom Hearts Melody of Memory (Riku)
- Videogiochi di Kin'iro no corda (Aoi Kaji)
- Lux-Pain (Atsuki Saijo)
- Skip Beat! (Shō Fuwa)
- Videogiochi di Vampire Knight (Zero Kiryuu)
- World Destruction ~Sekai bokumetsu no rokunin~ (Kyrie Illunis)
- Fire Emblem: Fates (Leo)
- Fire Emblem Heroes (Leo)
- Fire Emblem Warriors (Leo)
- Final Fantasy XV (Ignis Stupeo Scientia)
- Granblue Fantasy (Ryuji Sakamoto)
- Il Professor Layton vs. Phoenix Wright: Ace Attorney (Zacharias Barnham)
- Million Arthur: Arcana Blood (Blade-Protector Arthur)
- Mobile Suit Gundam SEED Battle Destiny (Shams Couza)
- Persona 5 / Persona 5 Royal (Ryuji Sakamoto)
- Persona 5: Dancing in Starlight (Ryuji Sakamoto)
- Persona Q2: New Cinema Labyrinth (Ryuji Sakamoto)
- Persona 5 Strikers (Ryuji Sakamoto)
- Persona 5 Tactica (Ryuji Sakamoto)
- Pokémon Masters EX (Kelian)
- Project X Zone (Flynn Scifo)
- Project X Zone 2 (Flynn Scifo)
- Star Ocean: First Departure (Roddick Farrence)
- Steins;Gate (Okabe Rintaro)
- Steins;Gate: My Darling's Embrace (Okabe Rintaro)
- Steins;Gate 0 (Okabe Rintaro)
- Steins;Gate Elite (Okabe Rintaro)
- Soul Eater: Battle Resonance (Death the Kid)
- Super Robot Wars Z (Moondoggie)
- Super Robot Wars Z2: Destruction Chapter (Setsuna F. Seiei, Moondoggie)
- Super Robot Wars Z2: Rebirth Chapter (Setsuna F. Seiei)
- Super Robot Wars Z3: Hell Chapter (Setsuna F. Seiei)
- Super Robot Wars Z3: Heaven Chapter (Setsuna F. Seiei)
- Super Robot Wars V (Setsuna F. Seiei, Tusk)
- Super Robot Wars X (Tusk)
- Super Smash Bros. Ultimate (Ryuji Sakamoto)
- Tales of Vesperia (Flynn Scifo)
- Tales of the Rays (Flynn Scifo)
- Tales of Crestoria (Flynn Scifo)
- The Last Story (Zael)
- World of Final Fantasy (Shivalry)
- Xenoblade Chronicles 2 (Dagas)

### Film cinema
- Johnny Depp in La fabbrica di cioccolato
- Ethan Hawke in Zanna Bianca - Un piccolo grande lupo
- Eddie Redmayne in Animali fantastici e dove trovarli

## Discografia

### Singoli
- 23 maggio 2005 – Kuon (久遠? eternità) (King Records)
- 4 giugno 2008 – Discovery (King Records)
- 3 dicembre 2008 – ...kimi e (…君へ? ...a te) (King Records)
- 29 luglio 2009 – J☆S (King Records)

### Album
- 2009 – Break (King Records)
- 2010 – Wonder (King Records)
- 2012 – Fantasista (King Records)
- 2013 – Passage (Kings Records)
- 2015 – Frontier (Kings Records)